# Računalno inženjerstvo
Računalno inženjerstvo ili računalno sistemsko inženjerstvo, znanstvena je disciplina koja spaja nekoliko polja primijenjenih znanosti u razvoju računalnih sustava. Računalni inženjeri obično su školovani u sljedećim disciplinama: elektroničko inženjerstvo, računalnu znanost i softversko inženjerstvo.  Te discipline su nužne u savladavanju problema između softvera i sklopovlja.